# Twann

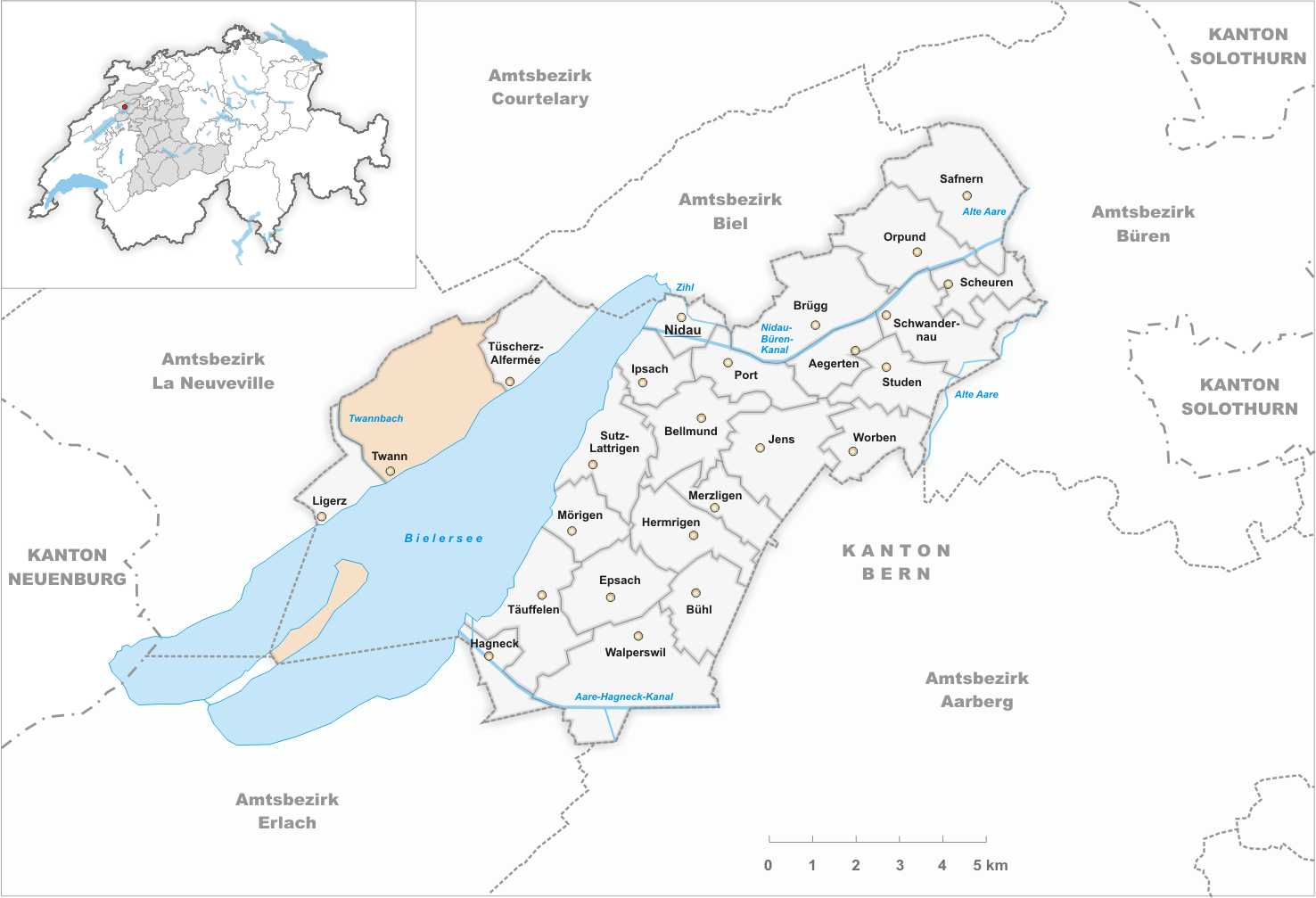
Gemeindestand vor der Fusion am 1. Januar 2010

Twann (französisch Douanne) ist eine Ortschaft in der Gemeinde Twann-Tüscherz im Schweizer Kanton Bern. Bis zum 31. Dezember 2009 war Twann eine eigene politische Gemeinde. Am 1. Januar 1920 fusionierte sie zusammen mit der Gemeinde Tüscherz-Alfermée zur neuen Gemeinde Twann-Tüscherz.
Unter dem Namen Twann existieren noch eine evangelisch-reformierte Kirchgemeinde (zusammen mit Tüscherz-Alfermée) sowie eine Burgergemeinde.
Twann ist zu 86,9 % deutschsprachig, 6 % der Bevölkerung sind französischsprachig.

## Geographie
Twann liegt im Berner Seeland am Nordufer des Bielersees. Es besteht aus den Ortsteilen Twann, Wingreis und Gaicht. Die Nachbargemeinden bzw. ‑orte von Norden beginnend im Uhrzeigersinn sind Lamboing, Tüscherz-Alfermée, Ligerz und Prêles. Ebenfalls zum Gebiet von Twann gehört der vordere Teil der an Erlach BE grenzenden St. Petersinsel sowie der Twannberg.
Kleintwann, westlich des Twannbachs, gehört zur Gemeinde Ligerz. Zu Twann gehört die «Twannseite» von Kleintwann.

## Geschichte
Die erste urkundliche Erwähnung dieses Orts erfolgte 1185, damals hiess es Duana. 1225 wurde der Ort dann zu Tuanna. Der Ort wird erwähnt in Friedrich Dürrenmatts 1950 veröffentlichtem Roman Der Richter und sein Henker.
Bis am 31. Dezember 2009 war Twann eine eigenständige Gemeinde.

## Verkehr
Twann besitzt einen Bahnhof der SBB an der Jurasüdfusslinie. Für die Schiffe der BSG besteht eine Schiffslandestelle.

## Schulen und Einrichtungen
Twann besitzt eine Schule, in der die 3. bis 9. Klasse (Real- und Sekundarschule) unterrichtet wird. Wegen der kleinen Schulklassen in Twann, Ligerz und Tüscherz-Alfermée wurden die ehemals drei Schulen zusammengefasst zu den Schulen TLT. 1. und 2. Klasse finden in Ligerz statt.
1980 wurde das von dem Architekten Justus Dahinden entworfene Feriendorf Twannberg eingeweiht. Der Gebäudekomplex erhielt den Grand Prix d’Architecture 1981.

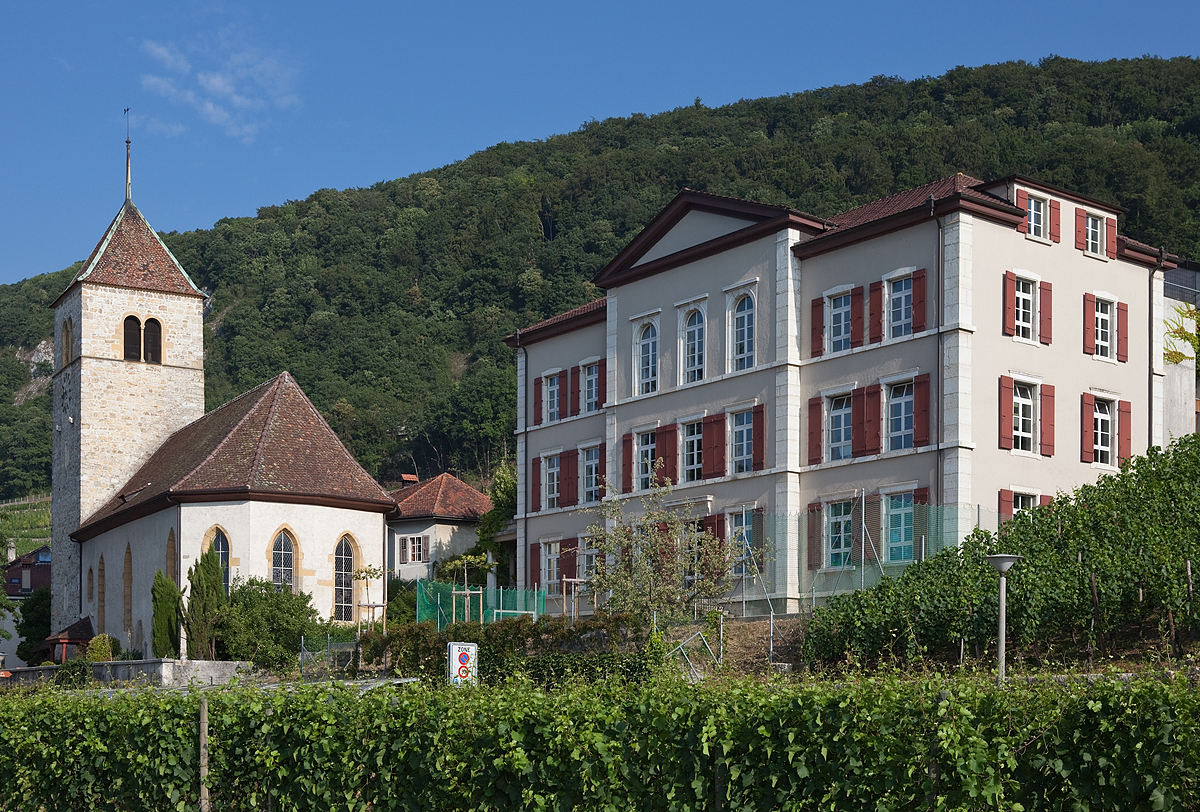
Kirche und Schulhaus
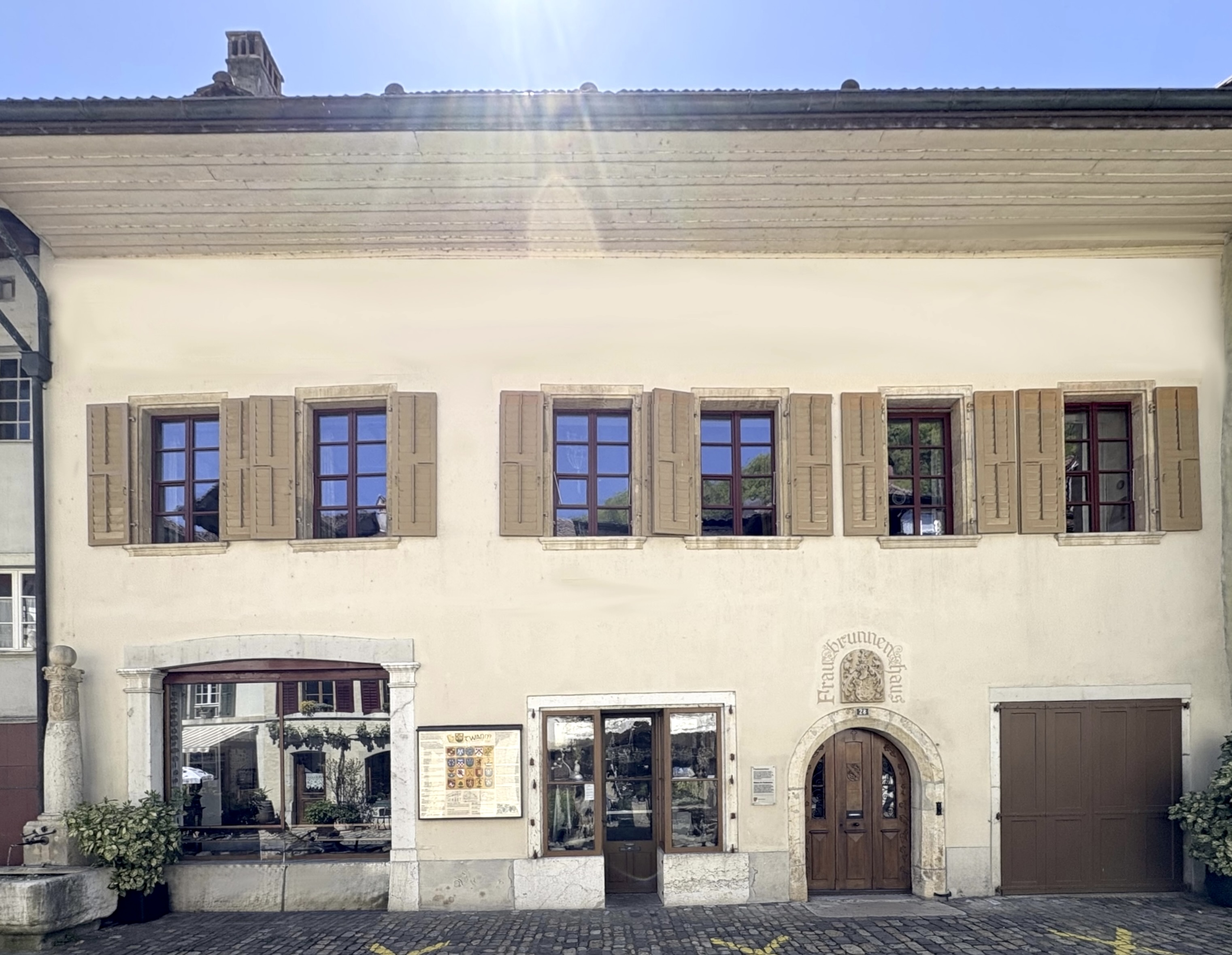
Fraubrunnenhaus
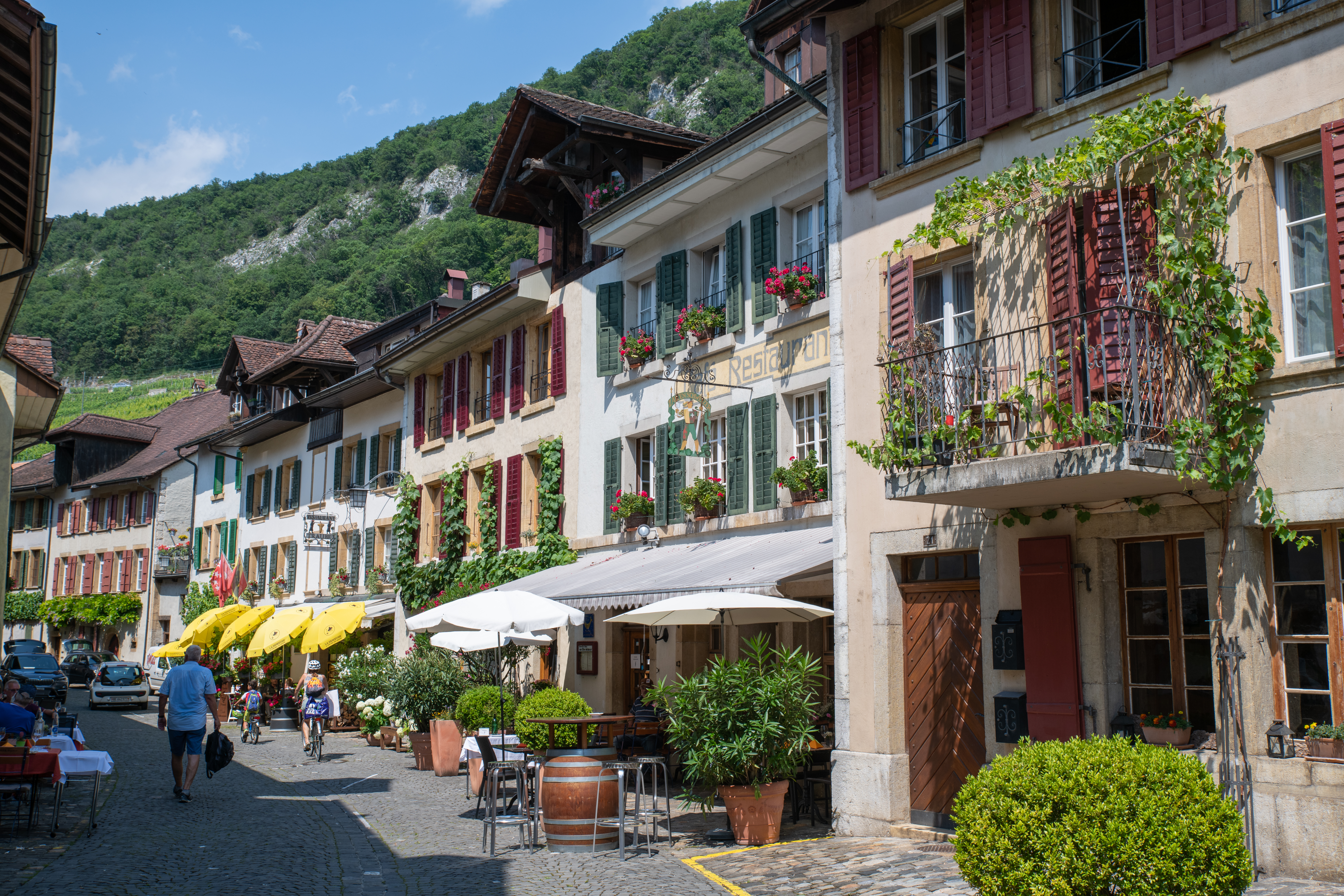
Dorfgasse
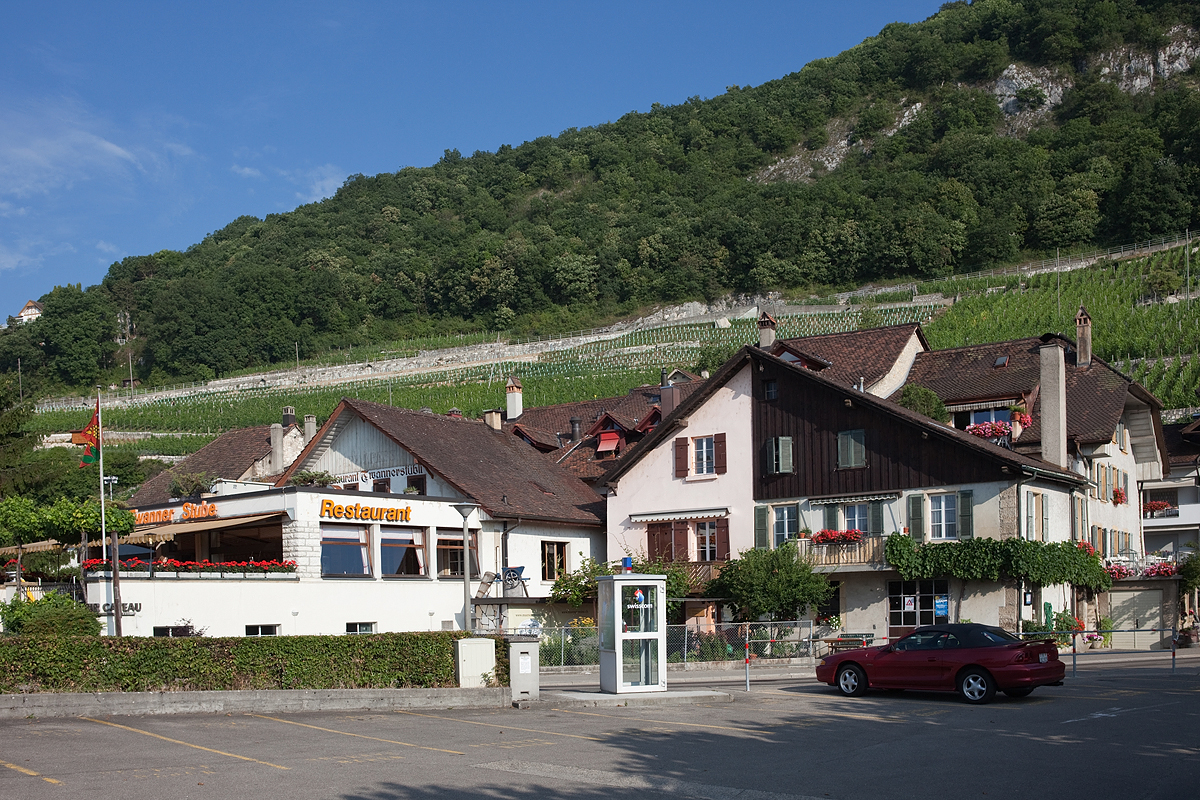
Beim Bahnhof
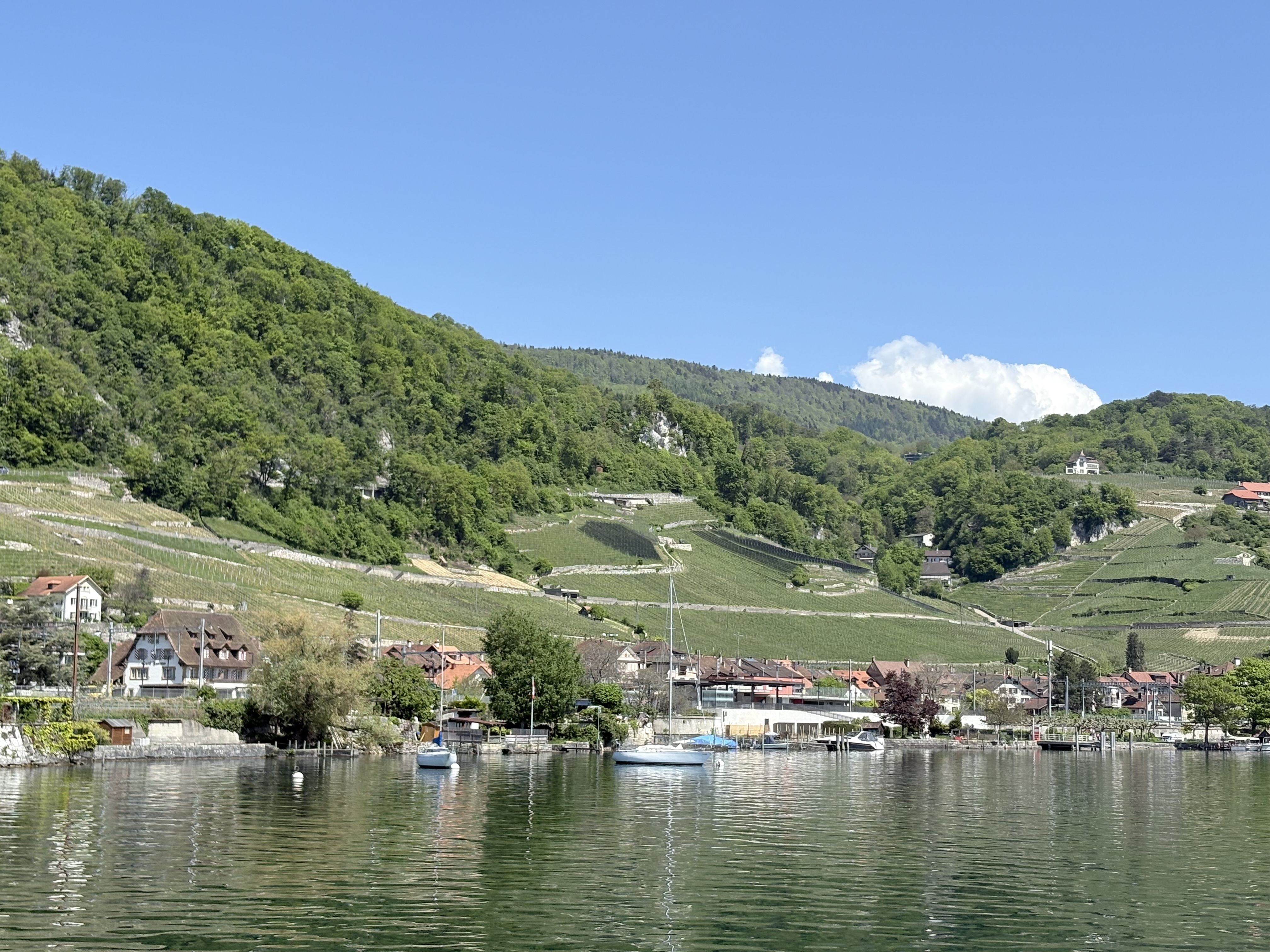
Ansicht vom See
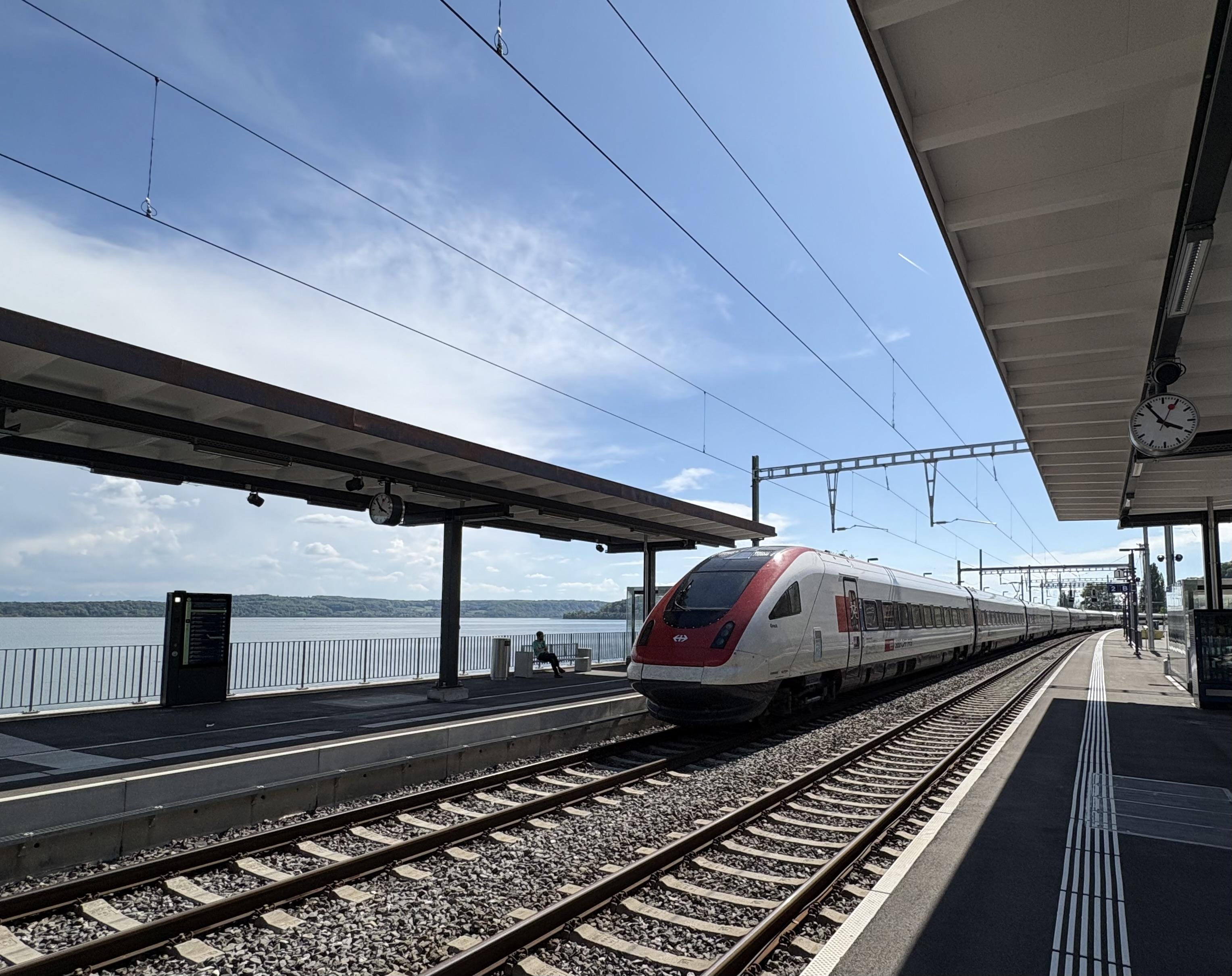
Bahnhof Twann 2025

## Sehenswürdigkeiten
Siehe: Liste der Kulturgüter in Twann-Tüscherz

## Persönlichkeiten
- Johann Anton Kirchberger (1627–1696), Schultheiss von Bern
- Abraham Rösselet (1770–1850), Schweizer Offizier, Burger von Twann
- Manfred Gsteiger (1930–2020), Literaturwissenschaftler, Lyriker, Essayist und Übersetzer
- Annelise Zwez (* 1947),  Schweizer Kunstkritikerin, Publizistin und Kuratorin